# Цицвара
Цицвара је врста хране и саставни је дио српске кухиње. Најчешће се спрема у западним и југозападним крајевима Србије, Црној Гори, код Срба из некадашње РСК и источној Херцеговини односно Републици Српској.
Спрема се од жутог или бијелог кукурузног брашна са додатком кајмака (скорупа). При припремању мора се пазити да истопљени кајмак плута по површини. Јело је настало на Дурмитору као Божићна част.
Сервира се у тањирима и конзумира се кашиком. По жељи се прелива медом. Као прилог се служи кромпир и хљеб.
Радо се ставља пред госте (у Црној Гори уз пред њим насечен свињски пршут, представља највећу могућу част за онога пред кога се ставља).

## Начин припреме и састојци
Потребни састојци:
- ½ л воде
- 200 г зрелог кајмака
- 200 г кукурузног брашна

Кајмак ставите у врућу воду и ставите на штедњак да прокува на лаганој ватри. Кад је вода прокувала, полако додавајте кукурузно брашно и лагано мешајте дрвеном варјачом док се цицвара не згусне. Ако користите инстант качамак кувајте колико је написано на кесици.